# 因斯科伊
因斯科伊（羅馬化：Inskoy）是俄罗斯克麦罗沃州的市级镇，属州辖市别洛沃市，位于鄂毕河支流伊尼亚河上的别洛沃水库沿岸，地处克麦罗沃州西部，在别洛沃东、州府克麦罗沃南偏东方。
该地2021年人口有12,009人；2010年人口12,590；2002年人口13,665；1989年人口13,753。